# Ravenloft: Strahd's Possession
Ravenloft: Strahd's Possession (ou Advanced Dungeons and Dragons : Ravenloft) est un jeu vidéo de rôle en 3D développé par DreamForge Intertainment pour Strategic Simulations, Inc. et sorti sous MS-DOS en 1994.
Strahd's Possession est basé sur l'univers de campagne de Ravenloft, univers horrifique de dark fantasy créé pour le jeu de rôle Advanced Dungeons and Dragons en 1990 et dérivé d'un scénario édité en 1983. C'est le tout premier jeu vidéo à exploiter cet univers. Il sera suivi en 1995 de Ravenloft: Stone Prophet, sa suite directe, et de Iron and Blood: Warriors of Ravenloft un jeu de combat n'ayant qu'un très lointain rapport avec l'univers en question.
Ce n'est pas le premier jeu D&D développé par DreamForge Intertainment pour SSI. Dès 1993, le studio est responsable de Dungeon Hack, situé dans les Royaumes oubliés. Par la suite il développera Menzoberranzan et Stone Prophet  avec le moteur de jeu créé pour Strahd's Possession.

## Système de jeu
Dans Dungeon Hack, DreamForge reprenait le moteur de Eye of the Beholder III: Assault on Myth Drannor. Pour Strahd's Possession le studio développe son propre moteur 3D. Fini donc le déplacement sur une grille avec des rotations limitées à 90° : Strahd's Possession est le premier jeu D&D en 3D autorisant des mouvements fluides et une rotation continue.
Le joueur peut contrôler jusqu'à quatre aventuriers en vision subjective. Il démarre avec une équipe de deux personnages en sélectionnant des personnages prés-tirés ou en créant des héros de toutes pièces selon les règles AD&D.

## Accueil
Strahd's Possession reçoit un bon accueil critique.
GameSpy dans son History of D&D Video Games souligne la technologie très novatrice du titre par rapport au reste des jeux D&D de SSI et la qualité de son scénario.